# Калинова Балка
Калинова Ба́лка — село в Україні, у Лозно-Олександрівській селищній громаді Сватівського району Луганської області. Населення становить 33 осіб. Орган місцевого самоврядування — Солідарненська сільська рада. Площа села становить 73 га.

## Історія
Під час Голодомору 1932—1933 років за архівними даними в селі загинуло 124 особи.

## Населення
Населення села становить 16 осіб в 12 дворах.

## Вулиці
У селі існує єдина вулиця — Старожилів.

## Транспорт
Село розташоване за 53 км від районного центру і за 5 км від залізничної станції Осикове на лінії Валуйки — Кіндрашівська-Нова.